# Entlaubungsmittel

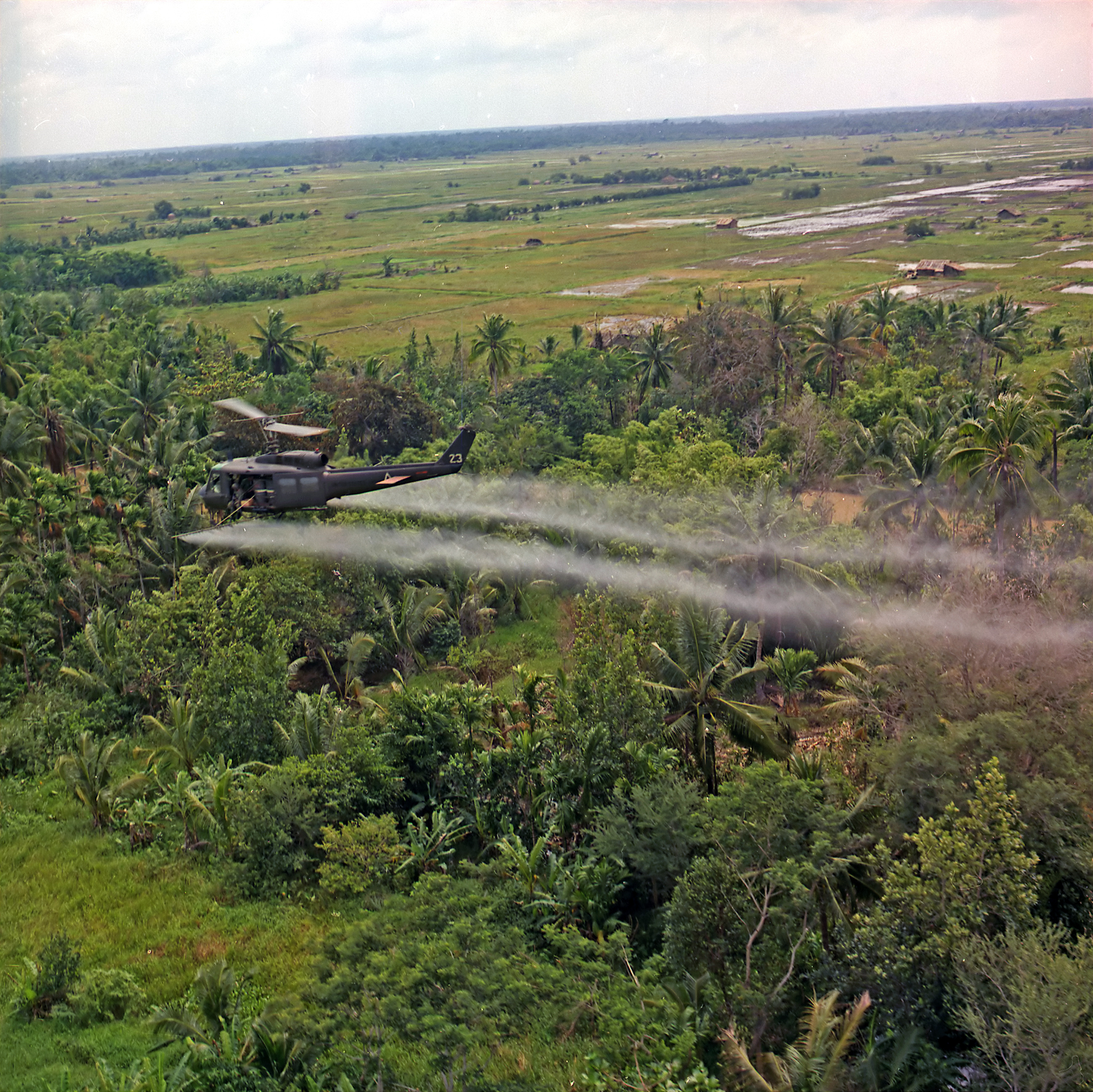
Ein Hubschrauber versprüht 1969 im Mekong-Delta Entlaubungsmittel.

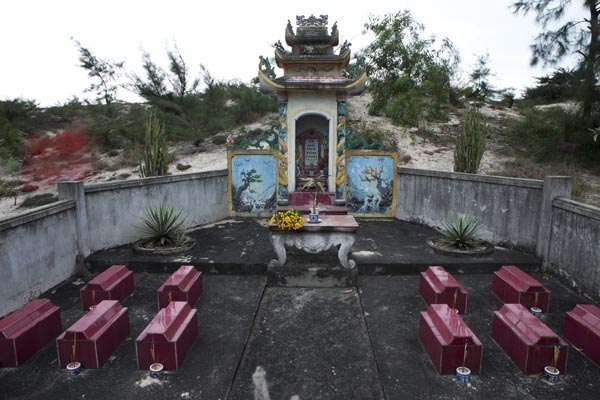
Die Familie Đỗ Đức Địu verlor 12 von 15 Kindern durch Früh- und Totgeburten angeblich in Folge von Exposition mit Agent Orange, Familiengrab Provinz Quảng Bình, Vietnam 2012, Quelle: Dokumentarfilm Lighter than Orange-The Legacy of Dioxin in Vietnam

Entlaubungsmittel sind Herbizide, die bei Pflanzen zum raschen Abfallen der Blätter führen. Durch ihren Einsatz kann bei einigen Kulturpflanzen die Ernte erleichtert werden. Militärisch wurden sie u. a. während des Vietnamkriegs zur Entlaubung von Bäumen genutzt, um dem Feind die Deckung zu nehmen. Zudem wurden Entlaubungsmittel eingesetzt, um durch die Schädigung von Pflanzen den Gegner vom Nachschub mit Nahrung abzuschneiden. Dies führte zu Umwelt- und Gesundheitsschäden in erheblichem Ausmaß.

## Verwendung in der Landwirtschaft
Entlaubungsmittel werden unter anderem vor der Ernte von Baumwolle, Sojabohnen oder Tomaten eingesetzt. Dazu wurden oder werden S,S,S-Tributyltrithiophosphat (DEF), Tributyltrithiophosphit (Merphos), Natriumchlorat, Magnesiumchlorat, Calciumcyanamid, Natriumpolyborate wie Dinatriumoctaborat, Dimethylarsinsäure (Kakodylsäure), Dimethipin, Diquat und Paraquat verwendet.

## Militärisch verwendete Entlaubungsmittel
Militärische Entlaubungsmittel wurden zuerst im Vereinigten Königreich entwickelt. Ab dem Jahr 1940 wurden bei Imperial Chemical Industries die auf der 2,4,5-Trichlorphenoxyessigsäure (2,4,5-T) basierenden Entlaubungsmittel LN8, LN14, LN32 sowie LN33 hergestellt und später getestet. Der geplante Einsatz gegen das „Dritte Reich“ kam infolge des Kriegsendes nicht mehr zustande. Ende der 1940er, anfangs 1950er Jahre setzten die Streitkräfte des Vereinigten Königreichs 2,4,5-T bei der Bekämpfung chinesischer Partisanen in Malaysia („Malayan Emergency“) ein.
Als die US-Regierung unter John F. Kennedy Anfang der 1960er Jahre den Einsatz von Entlaubungsmitteln im Vietnamkrieg erwog, wurde vom US-Außenminister Dean Rusk zur Rechtfertigung dieses Einsatzes das britische Vorgehen in Malaysia Anfang der 1950er Jahre als Präzedenzfall herangezogen. Da es damals keine internationalen Proteste oder anderweitige kritische Reaktionen gegeben hatte, betrachtete die Kennedy-Regierung den Einsatz von Entlaubungsmitteln nicht als Verstoß gegen das Kriegsvölkerrecht.
Im Rahmen der Operation Ranch Hand wurden dann ab 1961 von den US-Streitkräften viele tausend Tonnen an Entlaubungsmitteln (englisch defoliants) in Vietnam eingesetzt. Eine Berechnung der zwischen 1961 und 1971 ausgebrachten Gesamtmenge dieser Mittel ergab mehr als 70 Millionen Liter. Teilweise waren die verwendeten Herbizide mit 2,3,7,8-Tetrachlordibenzodioxin (TCDD) verunreinigt, einer teratogen (Fehlbildungen bei Embryonen auslösend) und karzinogen (krebserregend) wirksamen Substanz.
Zur Umgehung der unhandlichen chemischen Bezeichnungen wurden die einzelnen Entlaubungsmittel nach der Farbe des Farbbandes bezeichnet, welches zu Identifizierungszwecken auf das entsprechende 55 Gallonen-Lagerungsfass auflackiert worden war, also Agent Pink, Agent Green, Agent Purple usw. (sogenannte „Rainbow Herbicides“)
| Name                         | Zeitraum      | Menge (Liter) |
| ---------------------------- | ------------- | ------------- |
| Agent Pink                   | 1961–1965     | * 464.164     |
| Agent Green                  | 1961–1965 (?) | 31.026        |
| Agent Purple                 | 1962–1965     | 1.892.773     |
| Agent Orange                 | 1965–1970     | 45.677.937    |
| Agent Orange II              | nach 1968 (?) | ** 3.591.000  |
| Agent White                  | 1966–1971     | 20.556.525    |
| Agent Blue (Pulver)          | 1962–1964     | 25.650        |
| Agent Blue (wässrige Lösung) | 1964–1971     | 4.715.731     |

* Einsatz von 50.312 l dokumentiert, weitere 413.852 l ausgeliefert, Verbleib unklar; ** ausgeliefert

## Dokumentarfilm
- Lighter than Orange – The Legacy of Dioxin in Vietnam, Regie Matthias Leupold, 2015